# LLDB (디버거)
LLDB 디버거(LLDB)는 소프트웨어 디버거이다. 클랭 식(expression) 파서와 LLVM 디스어셈블러와 같은 더 커다란 LLVM 프로젝트로부터 기존 라이브러리들을 광범위하게 사용하는 재사용 가능한 구성 요소들의 집합으로 구성되어 있다.
LLDB 프로젝트의 모든 코드는 LLVM 프로젝트의 다른 일부분의 경우와 마찬가지로 관대한 자유 소프트웨어 라이선스의 하나인 일리노이 대학교/NCSA 오픈 소스 라이선스의 조항을 따르는 자유-오픈 소스 소프트웨어에 속한다.

## 현황
LLDB가 초기 개발 단계이기는 하지만, C, 오브젝티브-C, C++, 스위프트로 작성된 프로그램의 기본적인 디버깅을 충실히 지원한다.
LLDB는 OS X, 리눅스, FreeBSD, 윈도우 상에서 동작하는 것으로 알려져 있으며 i386, x86-64, ARM 명령어 집합을 지원한다. Xcode 4.3 이상 버전의 기본 디버거로 사용된다.

## 같이 보기
- GNU 디버거
- VOGL